# Tino di Camaino
Tino di Camaino né à Sienne vers 1280 et mort à Naples vers 1337 est un sculpteur du gothique siennois.

## Biographie
Fils de Camaino di Crescenzio di Diotisalvi, architecte siennois, Tino di Camaino est l'élève de Giovanni Pisano, qu'il aide à la construction de la façade du Dôme de Sienne. 
Il suit  son maître  à Pise où il est nommé maître-maçon de l'Œuvre du Dôme pour la réalisation de la cathédrale en 1311.
Il exécute dans cette période le monument funéraire d'Henri VII (1315). 
À Sienne, où il revient de 1315 à 1320, il y réalise en 1317 le monument funéraire du cardinal Riccardo Petroni (vers 1250-1314), et ensuite le monument funéraire de l'évêque Antonio d'Orso (mort en 1321) réalisé pour le Dôme de Florence après 1321.
Les autres œuvres célèbres de sa période florentine sont une Madone au musée national du Bargello et la Charité au musée Bardini, outre le tombeau de Cassone della Torre (mort en 1318), conservé dans le musée de la basilique Santa Croce, il réalise celui de Felice Aliotti à Santa Maria Novella, et celui de l'évêque Antonio d'Orso dans la cathédrale Santa Maria del Fiore.
En 1323, il part pour à Naples, au service de Robert d'Anjou, où il réalise des nombreux monuments funéraires : en 1323, celui de Catherine d'Autriche à basilique San Lorenzo Maggiore, vers 1325, celui de la reine Marie de Hongrie à Santa Maria Donnaregina. Pour l'église Santa Chiara. Dans les dernières années de sa vie, il réalise les sépultures de Charles de Calabre et de Marie de Valois. Le peintre Pietro Lorenzetti avec lequel il avait des liens d'amitiés, fut le tuteur de ses enfants.

## Œuvres
États-Unis
- Newark, Collection Alana : Saint Jean-Baptiste et un prophète, vers 1325-1330, marbre,56,4 × 29 × 5,8 cm. Inscription sur le phylactère : « A.D.Q.P.M. », possiblement pour « Agnus Dei Qui [tollit] Peccatum Mundi ».

France
- Paris, musée du Louvre : Saint Benoît, provenant d'un monument funéraire démantelé de l'abbaye bénédictine de Cava de' Tirreni.

Italie
- Florence : tombeaux de Gastone della Torre (Santa Croce), de Felice Aliotti (Santa Maria Novella) et de l’évêque Antonio d'Orso (cathédrale).
- Naples :  tombeau de  Marie de Hongrie à Santa Maria Donna Regina (1324-1325), de Charles de Calabre (mort en 1328) et de sa veuve Marie de Valois (morte en 1331) à Santa Chiara, celui de Philippe de Tarente à San Domenico Maggiore. Série des bas-reliefs de la Vie de sainte Catherine, par son atelier.
- Sienne :
  - musée de la banque Monte dei Paschi di Siena : triptyque en marbre, Sala Tino di Camaino.
  - Figure trônante d'Henri VII et de ses quatre conseillers.
  - Tombeau du cardinal Petroni (1319-1320) pour la cathédrale.
  - Dôme de Sienne, chapelle Sant'Ansano : monument funéraire du cardinal Riccardo Petroni et portails décorés.
  - Museo dell'Opera Metropolitana del Duomo : figures du baptême du Christ et de saint Jean-Baptiste, de la Vertù.